# Геласий I
Гела́сий I (лат.  Gelasius PP. I; ? — 19 ноября 496) — папа римский с 1 марта 492 года по 19 ноября 496 года.

## Биография
Геласий, как он сам писал в письме к императору Анастасию I, был Romanus Natus — «урожденный римлянин». Тем не менее, Liber Pontificalis сообщает, что он был natione Afer (африканец) и поэтому имел «цветную кожу» (смуглую). Afer, однако, означало уроженцев провинции Африка, а не Африки как таковой. Папа Геласий был родом из Кабилии (Алжир), населённой берберами, чья кожа не была смуглой.
Перед своим избранием папой римским Геласий был близким советником папы Феликса III, в частности, участвовал в подготовке документов Церкви. Поэтому его избрание 1 марта 492 года было проявлением преемственности.
Известен тем, что утвердил окончательную редакцию свода Нового Завета в 493 году.

### Акакианская схизмаи примат Святого Престола
После своего избрания на папский престол Геласий сразу же показал силу своего характера в споре с последователями Патриарха Константинопольского Акакия. Несмотря на все усилия нового патриарха Евфимия и угрозы императора Анастасия I, которые пытались получить независимость от Апостольского Престола, Геласий отказывался предоставлять даже малейшие привилегии и восточной церкви. Раскол был связан с поддержкой Анастасием I монофизитов), чье учение папа воспринимал как ересь.
В книге De duabus in Christo naturis («О двойственной природе Христа») Геласий увлеченно критиковал монофизитство. Кроме того, он попытался вернуть себе контроль над Александрийским и Антиохийским патриархатами, но время его понтификата оказалось слишком коротким для достижения этой цели. Раскол между Римом и Константинополем продолжался до понтификата папы Гормизда (514—523).

### Вопрос разделения властей
Геласий следовал римской традиции, по которой власть церкви была auctoritas — законодательной, а власть императора — potestas — исполнительной. В римском праве auctoritas превосходил potestas. Однако в тогдашних реалиях Геласий признавал политическое верховенство короля-арианина Теодориха. В послании к Анастасию он указывал, что в мире есть две власти: светская и духовная. В религиозных вопросах правители должны слушаться епископов, а в светских делах епископы должны подчиняться правителям. Теория Геласия была возрождена в радикально новой форме папой Григорием VII, который не только отрицал разделение церкви и государства, но и провозглашал господство церкви над светской властью.

### Подавление языческих обрядов и ересей
Геласий активно боролся с ересями и пережитками язычества. В борьбе с празднованием римлянами луперкалий папе удалось убедить Римский Сенат прекратить празднование этого праздника. Вместо него церковь предложила праздновать 2 февраля Сретенье.
Чтобы разоблачить манихеев, чьи убеждения набирали популярность в Риме, Геласий прибег к хитрости: он провозгласил, что отныне следует причащаться «в двух формах» — вином и хлебом. Поскольку манихеи считали вино греховным, они отказывались от причастия и легко определялись среди верующих. Позже, когда с манихеями в Риме было покончено, папа разрешил вернуться к прежнему обряду причащения только хлебом.

### Смерть
Смерть Геласия 19 ноября 496 года завершила его короткое, но динамичное правление. В дополнение к его непримиримости в борьбе против императоров и еретиков, однако, он был известен добротой и милосердием к нуждающимся. Согласно Liber Pontificalis, Геласий спас Рим от голода. Исторических доказательств этому нет. Вероятно, в период голода папа раздавал бедным хлеб из церковных кладовых. Он также серьезно повлиял на развитие политики церкви, литургии и церковной дисциплины.
Геласий был похоронен в притворе собора Святого Петра.

## Работы
Геласий был плодовитым писателем, образцом латинского слога раннего Средневековья. Его перу принадлежит не менее шести трактатов, в частности, De anathematis vinculo. В своих посланиях Геласий писал и о таинстве причащения: 

В одном из посланий он советует причащать детей, в другом же заявляет, что в таинстве евхаристии остается «субстанция и природа хлеба и вина», а сами святые дары называет «образом и подобием тела и крови Христа».— Ковальский Я. Папы и папство. Период III. В орбите ранневизантийской империи.
На основании этих высказываний протестантские теологи позднее будут отрицать превращение хлеба и вина в кровь и тело Христа.
Знаменитое богословское сочинение VI века Decretum Gelasianum не принадлежит перу Геласию, а лишь приписано ему.